# Gerald Vanenburg
Gerald Vanenburg, född 5 mars 1964 i Utrecht, nederländsk fotbollsspelare.
Vanenburg var en teknisk högerytter eller mittfältare (och, i slutet av karriären, libero) som spelade 42 landskamper (1 mål) för Nederländerna. Han gjorde landslagsdebut mot Grekland i april 1982 och spelade sin sista landskamp mot Polen i oktober 1992. Den största framgången i landslaget var segern över Sovjetunionen i EM-finalen 1988. Han var även med i VM 1990, men fick då bara spela en halvlek mot Egypten.
Vanenburg, som växte upp i Utrecht, började spelade fotboll i de lokala amatörklubbarna Sterrenwijk och Elinkwijk. Den professionella karriären inleddes i Ajax, där han som 17-åring gjorde ligadebut i april 1981. Han spelade i Ajax fram till 1986, och var med om att bli holländsk ligamästare 1982, 1983 och 1985 samt holländsk cupvinnare 1983 och 1986. 1986 gick han över till PSV Eindhoven, där han kom att spela i sju säsonger. Med PSV vann han ligan fem gånger (1987, 1988, 1989, 1991 och 1992). 1988 vann han, förutom ligan, även holländska cupen samt Europacupen. Europacupfinalen mot Benfica slutade mållös, varpå PSV vann efter straffsparksläggning, med Vanenburg som en av straffskyttarna.
1993 flyttade Vanenburg till Japan, för att spela i Júbilo Iwata. Han kom tillbaka till Europa 1997, och spelade i holländska FC Utrecht och franska AS Cannes, innan han år 2000 avslutade karriären efter två säsonger i tyska TSV 1860 München. Efter spelarkarriären har Vanenburg varit ungdomstränare i PSV samt, under våren 2004, huvudtränare år 1860 München.